# 换住
换住（?—?），元朝大臣，又名焕住，元仁宗时中书左丞。
延祐四年（1317年），换住与张思明由参议中书省事升任参知政事，中书左丞阿里海涯为中书平章政事，参知政事乞塔为中书右丞，高昉为中书左丞。 延祐五年（1318年），中书右丞亦列赤为平章政事，中书左丞高昉为中书右丞，参知政事换住为中书左丞，吏部尚书燕只干为参知政事。延祐七年（1320年）元仁宗驾崩，元英宗即位，陕西行省平章政事赵世荣为中书平章政事，江西行省右丞木八剌为中书右丞，参知政事张思明为左丞，中书左丞换住出为岭北行省右丞。